# Cokeville (Wyoming)
Cokeville es un pueblo ubicado en el condado de Lincoln en el estado estadounidense de Wyoming. En el año 2010 tenía una población de 535 habitantes y una densidad poblacional de 281.58 personas por km².

## Geografía
Cokeville se encuentra ubicado en las coordenadas 42°5′2.29″N 110°57′19.01″O / 42.0839694, -110.9552806. Según la Oficina del Censo, la localidad tiene un área total de 1,9 km² (0,7 mi²), de la cual 1,9 km² (0,7 mi²) es tierra y 0 km² (0 mi²) (0.0%) es agua.

### Localidades adyacentes
El siguiente diagrama muestra a las localidades en un radio de 40 kilómetros (24,9 mi) de Cokeville.

## Demografía
En el 2000 la renta per cápita promedia del hogar era de $31.705, y el ingreso promedio para una familia era de $39.000. El ingreso per cápita para la localidad era de $12.900. En 2000 los hombres tenían un ingreso per cápita de $38.000 contra $22.083 para las mujeres. Alrededor del 10.40% de la población estaba bajo el umbral de pobreza nacional.